# Забивака

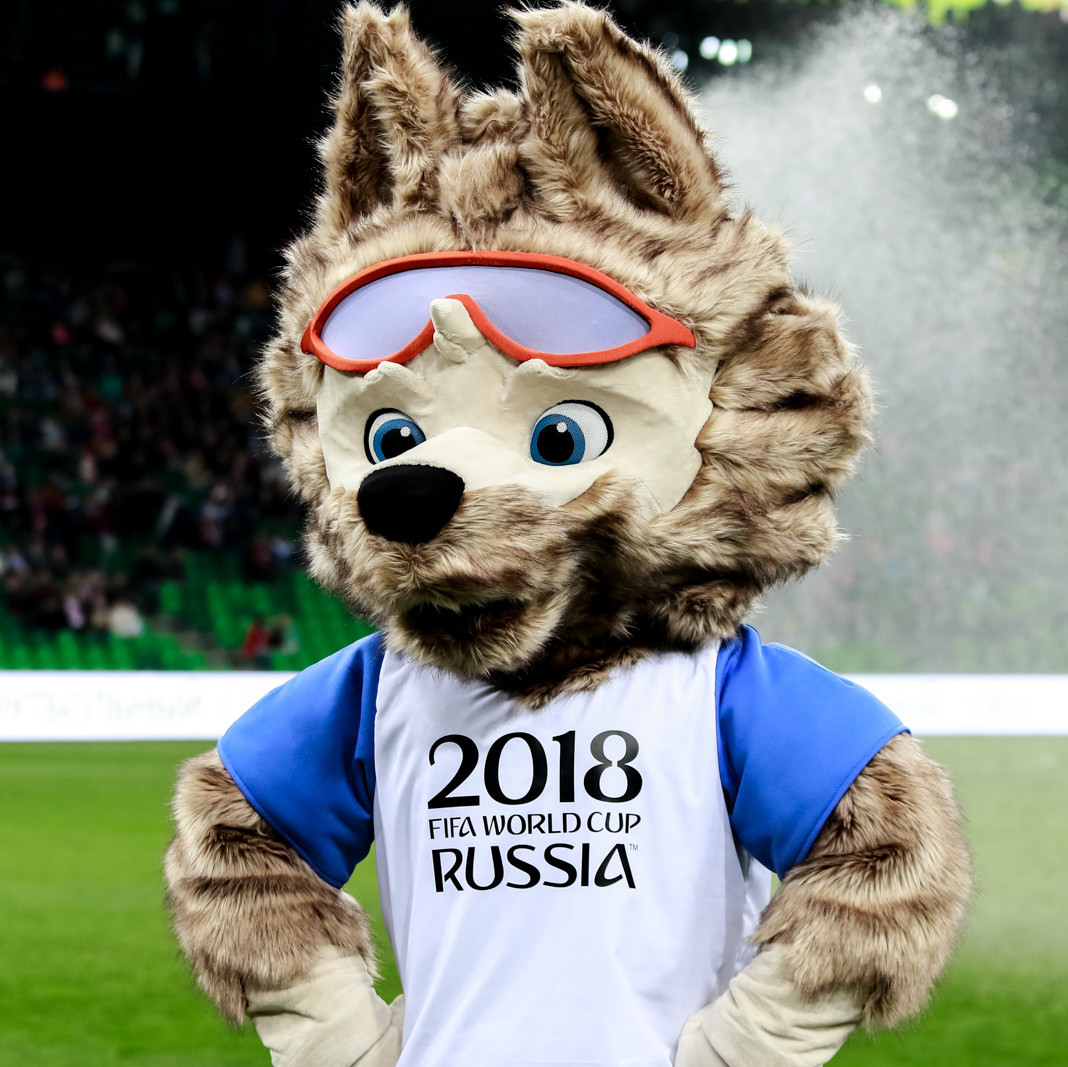
Забивака

Забива́ка — маскот (официальный талисман) проходившего в России чемпионата мира по футболу 2018 года.

## Внешность

Забивака в Ростове-на-Дону

Забивака представляет собой антропоморфного волка с коричнево-белой шерстью и голубыми глазами; имеет четырёхпалые конечности, на верхних конечностях один палец расположен под углом к остальным, подобно большому пальцу на руке человека; одет в сине-белую футболку с надписью чёрного цвета (на небольших статуях и мягких игрушках, изображающих Забиваку, надпись гласит «RUSSIA 2018», на ростовых куклах — «2018 FIFA WORLD CUP RUSSIA») и красные шорты; также имеет надетые или сдвинутые на лоб оранжевые спортивные очки. Сочетание белого, синего и красного в одежде символизирует цвета российского флага.

## История
Маскот был разработан студенткой кафедры графического дизайна Томского государственного университета Екатериной Бочаровой. Официальным талисманом чемпионата мира по футболу был выбран путём интернет-голосования, в котором приняло участие более одного миллиона человек. Голосование проходило на платформах FIFA, а также до и во время прямой трансляции программы «Вечерний Ургант» на Первом канале российского телевидения 21 октября 2016 года, где были подведены итоги творческого конкурса: первое место — Волк, 53 % голосов, второе место — Тигр, 27 %, третье место — Кот с 20 % голосов. Имя маскота также было впервые озвучено в этой программе: сразу после объявления результатов голосования ведущий Иван Ургант спросил у присутствовавшего в студии главы оргкомитета ЧМ-2018 Виталия Мутко: «Как мы будем называть наш талисман?», на что тот ответил: «Забивака».
В октябре 2016 года права на маскота были куплены у Екатерины Бочаровой за 500 долларов Международной федерацией футбольных ассоциаций (ФИФА).
Скульптурные изображения Забиваки были установлены в городах, где проводятся матчи ЧМ-2018.
В Калининградской области существует опора ЛЭП, выполненная в виде Забиваки.

## Реакция
Графическое изображение Забиваки было подвергнуто осмеянию в юмористической программе российского телевидения «Прожекторперисхилтон», в выпуске от 4 марта 2017 года. Ведущий Сергей Светлаков высмеял очки талисмана (названные «горнолыжными») и ракурс, в котором изображён символ: по словам Светлакова, в этом ракурсе у Забиваки как будто нет одной ноги.
Также талисман подвергся критике со стороны участников шоу «Уральские пельмени».

## В филателии

Почтовые марки

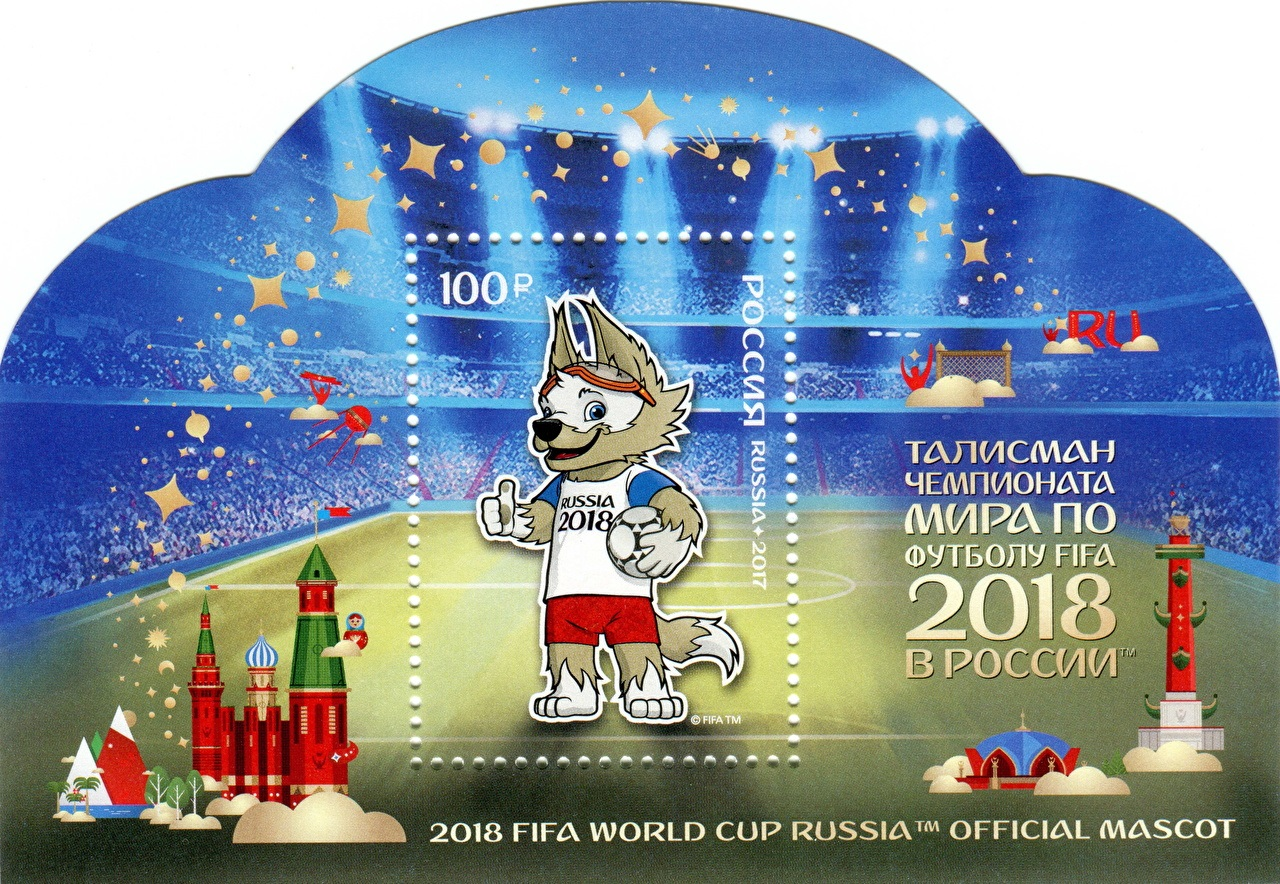
Почтовый блок

В 2017 году были выпущены почтовые марки и почтовый блок с изображением маскота.

## Уголовное дело о незаконном использовании товарного знака
Полиция Татарстана возбудила уголовное дело по части 1 статьи 180 УК РФ «Незаконное использование средств индивидуализации товаров (работ, услуг)» против сорокадевятилетней швеи из Казани Ирины Зингаровой, которая в апреле 2018 года согласилась за 70 тысяч рублей сделать по заказу человека, представившегося ей Эльдаром Гайнуллиным, три ростовые куклы, изображающие Забиваку. Заказчик периодически приезжал к ней, вносил коррективы и требовал стопроцентного сходства с оригиналом. Когда куклы были готовы, выяснилось, что заказчик является старшим оперуполномоченным, майором полиции Ильдаром Гайнутдиновым, 8 мая 2018 года Зингарова была задержана и доставлена в отделение. Поскольку заказана была не одна ростовая кукла, а несколько, сумма потянула на уголовное дело. Ущерб, который якобы был нанесён FIFA, составляет 378 тысяч. 23 августа 2018 года первым заместителем руководителя СУ СК России Старостиным С.П. данное уголовное дело было изъято из производства следственного отдела по расследованию преступлений, на территории ОА «Дербышки» и передано для организации дальнейшего расследования в СУ СК России по РТ. В конце декабря 2018 года уголовное дело прекратили за отсутствием состава преступления.